# Paul Boyer (storico)
Paul Samuel Boyer (Dayton, 2 agosto 1935 – Fitchburg, 17 marzo 2012) è stato uno storico statunitense.
Paul Boyer è stato professore di storia emerito ed ex direttore (1993-2001) dell'Institute for Research in the Humanities presso l'Università del Wisconsin-Madison. Ha tenuto cattedre come visitor professor alla UCLA, alla Northwestern University e al College di William e Mary; ha ricevuto borse di studio dalla Guggenheim Foundation e dalla Rockefeller Foundation; è stato un membro eletto dell'American Academy of Arts and Sciences, della Society of American Historians e dell'American Antiquarian Society.

## Biografia
Boyer è nato nel 1935 a Dayton, Ohio, da Clarence ed Ethel Boyer; aveva due fratelli maggiori, Ernest L. Boyer e William Boyer. La famiglia era attiva nella Brethren in Christ Church, di origine mennonita. Nel 1962 sposò Ann Talbot, di Baltimora. Conseguì il dottorato in storia americana presso l'Università di Harvard nel 1966. Prima di essere invitato all'Università del Wisconsin nel 1980, ha insegnato all'Università del Massachusetts - Amherst dal 1967 al 1980. Dopo il suo ritiro, è diventato un curatore editoriale alla U.W. Press e coautore di diversi libri di testo universitari. Boyer morì all'Agrace Hospicecare il 17 marzo 2012, dopo tre mesi di lotta contro il cancro.

## Storiografia
Boyer, cresciuto in una famiglia cristiana conservatrice, era un pacifista e obiettore di coscienza. Si è specializzato nella storia religiosa e morale del popolo americano dai tempi dei processi alle streghe di Salem nel 1690, nelle riforme sociali dei protestanti del XIX-XX secolo fino all'impatto delle armi nucleari sulla psiche americana dopo la seconda guerra mondiale.

## Opere
- Purity in Print: Book Censorship in America from the Gilded Age to the Computer Age (NY: Charles Scribner's Sons, 1968;  2nd edition with two new chapters, Madison: University of Wisconsin Press, 2002)
- Notable American Women, 1607-1950 (Cambridge: Harvard University Press, 3 vols., 1971).  Assistant editor.
- Salem Possessed: The Social Origins of WitchcraftSalem Possessed: The Social Origins of Witchcraft (Cambridge:  Harvard University Press, 1974). Co-author with Stephen Nissenbaum.
  - 1974 vincitore del John H. Dunning Prize della American Historical Association
  - 1975 nominato per il National Book Award nella categoria Storia
- The Salem Witchcraft Papers, co-editor with Stephen Nissenbaum (3 vols., NY: Da Capo Press, 1977)
- Urban Masses and Moral Order in America, 1820-1920 (Cambridge: Harvard University Press, 1978)
- By the Bomb's Early Light: American Thought and Culture at the Dawn of the Atomic Age (NY: Pantheon, 1985; 2nd edn. with a new introduction, Chapel Hill: University of North Carolina Press, 1994)
- Reagan as President: Contemporary Views of the Man, His Politics, and His Politicies, edited with an introduction by Paul Boyer (Chicago, Ivan R. Dee, 1990).
- When Time Shall Be No More: Prophecy Belief in Modern American Culture (Cambridge: Harvard University Press, 1992)
- Fallout: A Historian Reflects on America's Half-Century Encounter With Nuclear Weapons (Columbus: Ohio State University Press, 1998)
- American History: A Very Short Introduction (Oxford: Oxford University Press, 2012)
- The Oxford Encyclopedia of American Cultural and Intellectual History, co-authored with Joan Shelley Rubin and Scott E. Casper (Oxford University Press, 2013; ISBN 9780199764358)